# Araucaria columnaris
Araucaria columnaris és una espècie de conífera de la família de les araucariàcies (Araucariaceae). endèmica de Nova Caledònia. És un arbre d'aspecte característic, alt i esvelt amb una capçada estreta.

## Descripció

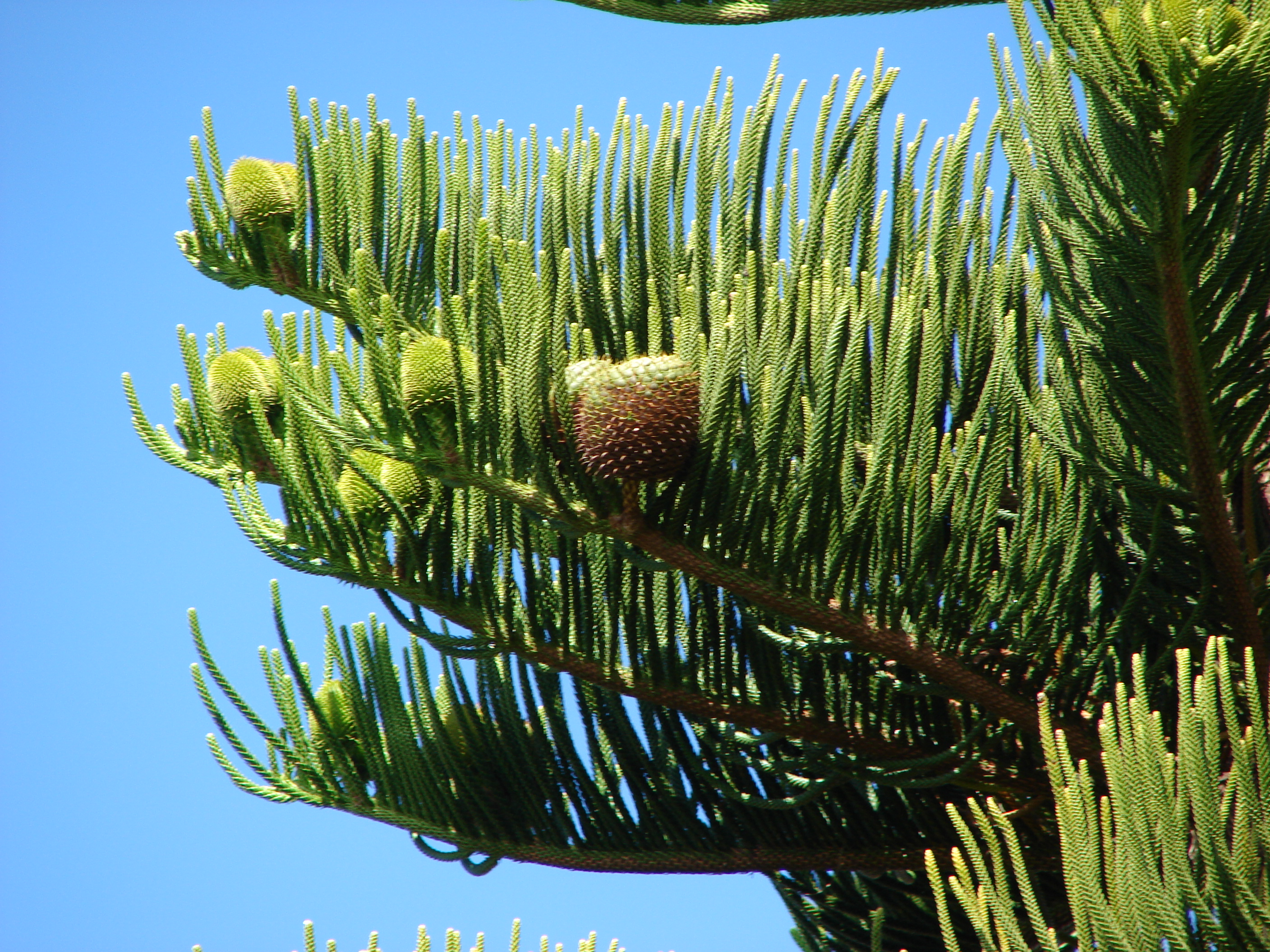
Branca amb cons

Araucaria columnaris creix com un arbre perennifoli, cònic i molt estret. El tronc és esvelt, dret o lleugerament inclinat, que pot arribar a fer fins a 60 m d'alçada en el seu hàbitat natiu. Tenen una capçada esvelta, en forma d'agulla. La forma dels arbres joves s'assembla molt a Araucaria heterophylla. L'escorça es desprèn en làmines o tires fines semblants a un paper i és rugosa, grisa i resinosa. La part inferior del tronc és inicialment no ramificada i desenvolupa branques curtes a mesura que envelleix. Les branques tenen un diàmetre de 9 a 10 mm.
En exemplars joves, les fulles són agulles i tenen una punta corbada. Són lanceolades amb una longitud de 4 a 7 mm i una amplada de 2 a 3 mm. En els exemplars més vells, les fulles en forma d'escala, que es cobreixen entre si com les teules, fan de 5 a 7 mm de llarg i de 3 a 5 mm d'amplada i són punxegudes o obtusament triangulars amb un extrem superior corbat i una nervadura central indistinta.
Els cons de les flors masculines són de forma ovoide-cilíndrica, de 5 a 10 cm de llarg i d'1,5 a 2,2 cm de diàmetre. Contenen microesporofil·les punxegudes amb deu sacs pol·línics. Els cons femenins fan de 10 a 15 cm de llarg i de 7 a 11 cm de diàmetre. Es troben sobre una tija d'uns 7 mm de llarg. La llavor és en forma d'ou fa de 3 a 3,5 cm de llarg, té una ala àmpliament arrodonida.
Un estudi del 2017 va trobar que els arbres tendeixen a tenir una inclinació depenent de l'hemisferi de la seva ubicació, on creixen drets a l'equador però inclinant-se cap al sud a l'hemisferi nord i al nord a l'hemisferi sud. Encara no se sap per què és així.

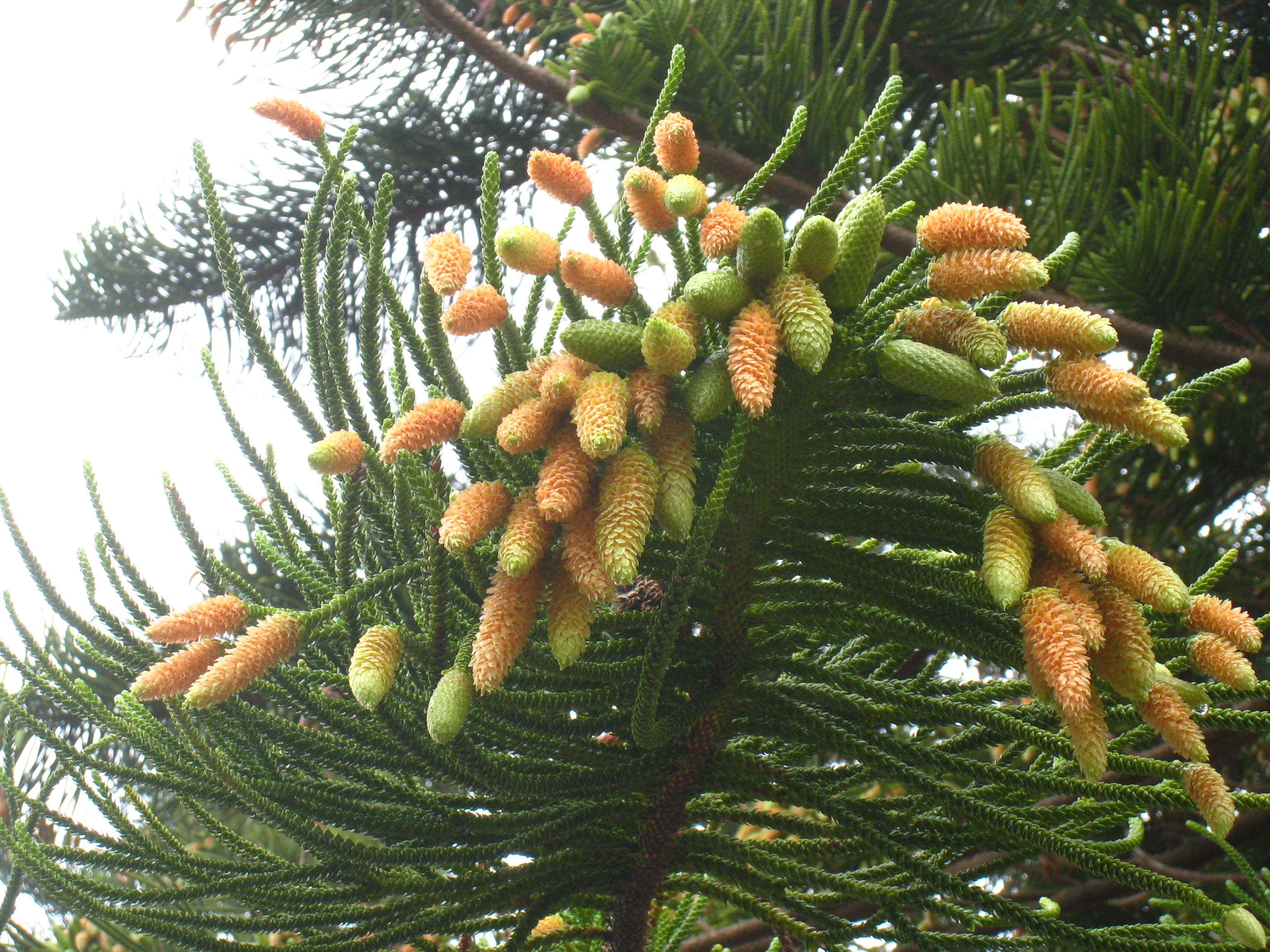
Cons masculins
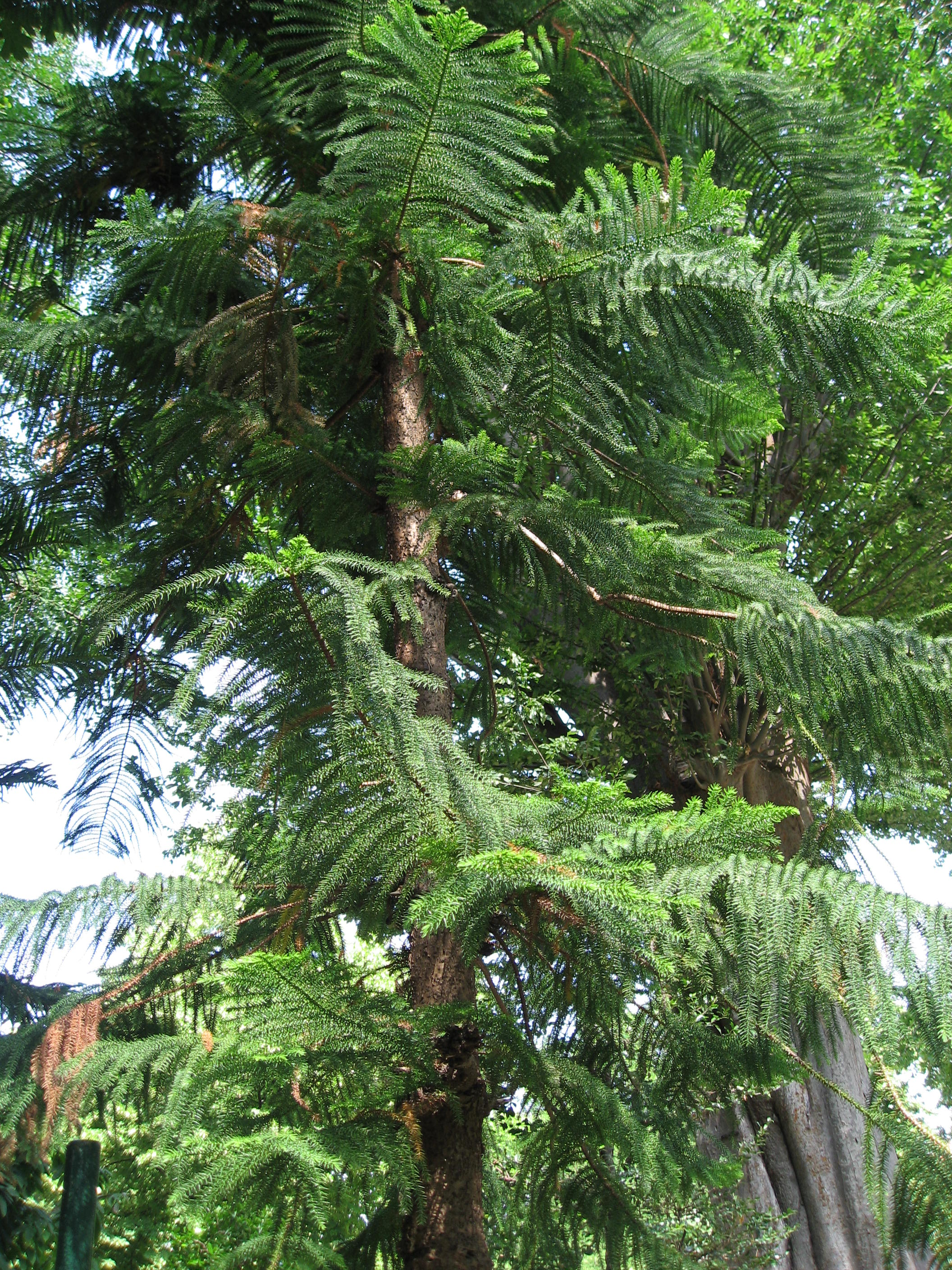
Fullatge

## Distribució i hàbitat
La distribució natural d'Araucaria columnaris es troba a les zones costaneres de Nova Caledònia. Aquesta espècie es troba a la província meridional de Grande Terre, a l'Île des Pins i a les Illes de la Lleialtat. També es planta habitualment a altres regions costaneres de Nova Caledònia.
Araucaria columnaris prospera a altituds entre 0 i 50 m. Habita principalment en boscos densos, humits i perennes. És l'única espècie d'araucària de Nova Caledònia que també creix en sòls calcaris. A l'Île des Pins també es troba en sòls que es desenvolupen a partir de coralls.

## Planta ornamental
Araucaria columnaris és un dels arbres més comuns utilitzat com a arbre ornamental que es troba als carrers de climes temperats a càlids. Es cultiva en jardins i paisatges públics a Queensland, al nord de Nova Zelanda, el sud de Califòrnia, Mèxic i Hawaii.

## Perills
Araucaria columnaris està catalogada com a "preocupació menor de perill d'extinció" a la Llista Vermella de la Unió Internacional per a la Conservació de la Natura (UICN). Com que la majoria de les poblacions es troben prop de la costa, la mineria no representa cap amenaça.

## Taxonomia
Araucaria columnaris va ser descrita per J.R.Forst. Hook. i publicat a Botanical Magazine 78, sub t. 4635, a l'any 1852.
Etimologia
Araucaria: nom genèric que prové dels araucans.
columnaris: epítet llatí que significa "amb forma de columna".
Sinonímia
| - Araucaria cookii R.Br. ex-Endl. - Araucaria excelsa (Lamb.) R.Br. - Araucaria intermedia R.Br. ex-Vieill. - Araucaria lavoixii Silba - Araucaria neocookii Silba - Columbea excelsa Spreng. - Cupressus columnaris G.Forst. - Dombeya excelsa Lamb. - Eutacta cookii Carrière - Eutacta excelsa Link - Eutacta humilis Carrière - Eutacta minor Carrière - Eutassa columnaris (G.Forst.) de Laub. |